# Barbora Škorpilová
Barbora Škorpilová (* 29. listopadu 1972 Praha) je česká designérka. V roce 1991 dokončila Střední uměleckoprůmyslovou školu v Praze, obor konstrukce a tvorba nábytku. V roce 1997 absolvovala VŠUP v Praze, Ateliér architektury a designu (prof. Bořek Šípek). V letech 1997–1998 pracovala jako asistentka ak. arch. Jiřího Pelcla v Ateliéru architektury a designu na VŠUP v Praze. Od roku 2001 je majitelkou studia Mimolimit, které se zabývá navrhováním staveb, interiérovým a produktovým designem.